# Bogusław Andrzejczak
Bogusław Albin Andrzejczak (ur. 5 maja 1956 w Gorzowie Wielkopolskim) – polski polityk, nauczyciel i samorządowiec, w 1998 prezydent Gorzowa Wielkopolskiego, wicemarszałek województwa lubuskiego II kadencji.

## Życiorys
Studiował w Moskwie. Uzyskał stopień doktora nauk technicznych.
Od 1981 pracował jako nauczyciel, w Zespole Szkół Technicznych i Ogólnokształcących (do 1986) i następnie do 1994 w Zespole Szkół Elektrycznych w Gorzowie Wielkopolskim, od 1991 zajmując stanowisko dyrektora tej jednostki. W 1994 został powołany na wiceprezydenta Gorzowa Wielkopolskiego. W czerwcu 1998, po odwołaniu Henryka Macieja Woźniaka, głosami radnych koalicji SLD-AWS został wybrany na prezydenta tego miasta. Urząd ten sprawował do końca kadencji, ponownie w latach 1998–2002 pełniąc funkcję wiceprezydenta w nowym zarządzie miasta.
W 1998 z listy Sojuszu Lewicy Demokratycznej po raz pierwszy został radnym sejmiku lubuskiego. Reelekcję uzyskiwał w 2002, 2006 i 2010. W II kadencji (2002–2006) sprawował urząd wicemarszałka województwa. W 2007 objął stanowisko dyrektorskie w jednym z zakładów komunalnych, w 2009 został dyrektorem Przedsiębiorstwa Wodociągów i Kanalizacji w Gorzowie Wielkopolskim. W 2014 nie został ponownie wybrany na radnego. W 2024 wystartował do Sejmiku Województwa Lubuskiego z ramienia Stowarzyszenia Lewicy Demokratycznej.